# Apeadeiro de Cabo Ruivo
O Apeadeiro de Cabo Ruivo foi uma gare ferroviária  da Linha do Norte, que servia a zona de Cabo Ruivo, no município de Lisboa, em Portugal.

## História

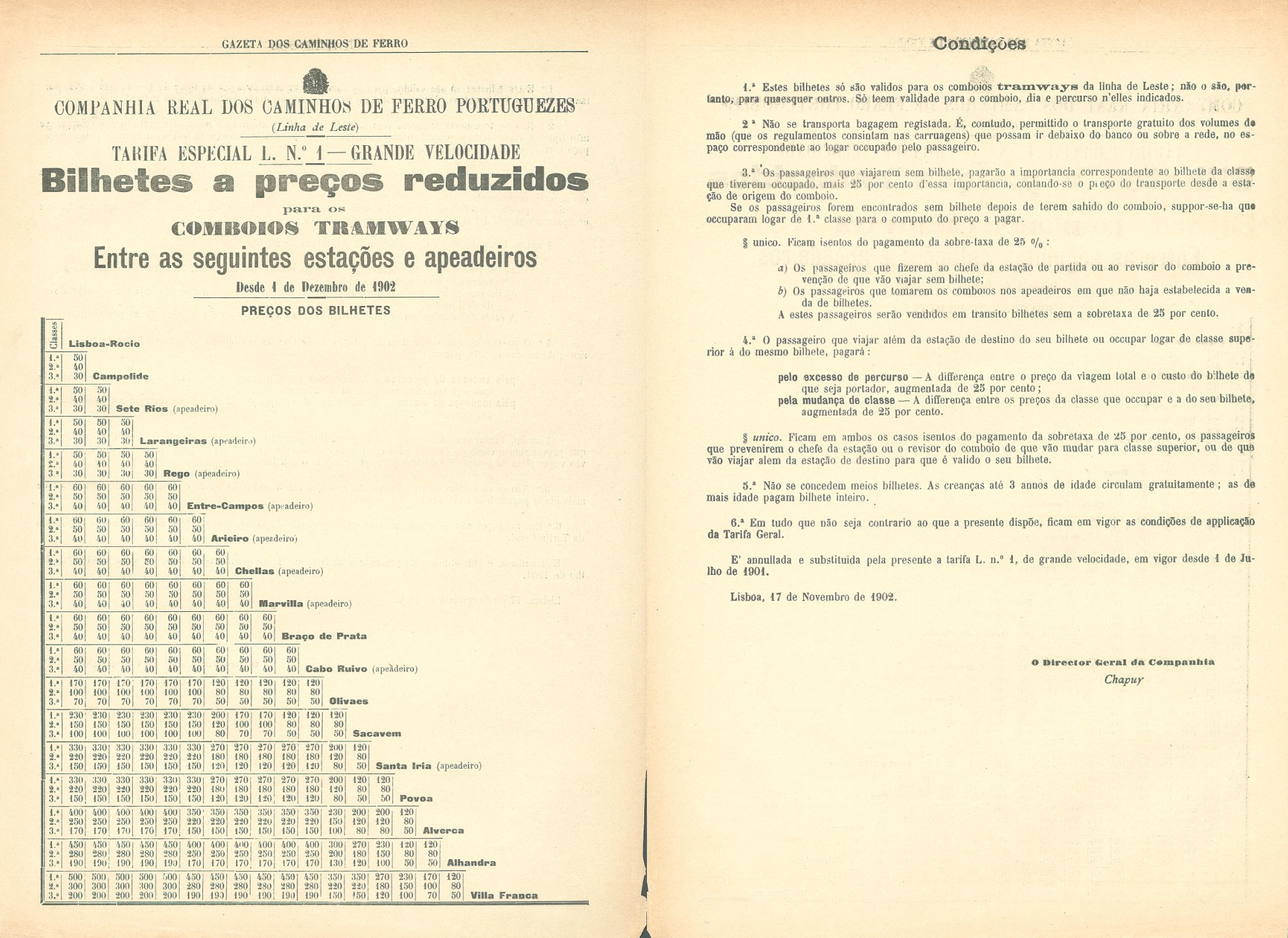
Anúncio de 1902 da Companhia Real, onde se faz referência ao apeadeiro de Cabo Ruivo.

Este apeadeiro fazia parte do lanço entre Lisboa-Santa Apolónia e o Carregado da Linha do Norte, que foi inaugurado no dia 28 de Outubro de 1856 pela Companhia Central e Peninsular dos Caminhos de Ferro em Portugal, e posteriormente transferida para a Companhia Real dos Caminhos de Ferro Portugueses.
Por ocasião do Exposição do Mundo Português, em 1940, a C. P. criou vários comboios especiais desde Sacavém até Belém, que também serviam Cabo Ruivo.